# Wild Life (film fra 1918)
Wild Life er en amerikansk stumfilm fra 1918 af Henry Otto.

## Medvirkende
- William Desmond - Chick Ward
- Josie Sedgwick - Helen Martin
- Ed Brady - Steve Barton
- Dot Hagar - Mae Garcon
- Orral Humphreys - Red Kelley
- Graham Pettie - Al
- Eddie Peters - Jack
- Bill Patton as Bill